# Sextus Appuleius (consul en -29)
Pour les articles homonymes, voir Appuleii.
Sextus Appuleius est un sénateur romain de la fin de la République romaine et du règne d'Auguste.

## Famille
Il est le fils de Sextus Appuleius et d'Octavie l'Aînée, la demi-sœur aînée d'Auguste.
Marcus Appuleius, consul en 20 av. J.-C., est probablement son frère.
Il se marie avec Quinctilia, la sœur de Publius Quinctilius Varus, consul en 13 av. J.-C. et vaincu à la bataille de Teutobourg en 9 apr. J.-C.
De son épouse, il a un fils, Sextus Appuleius, consul en 14 apr. J.-C. ainsi qu'une fille nommée Appuleia Varilla. Celle-ci sera accusée par Tibère en 17 apr. J.-C. de propos insultants envers l'empereur et sa famille ainsi que d'adultère, et sera condamnée à l'exil pour ce dernier motif.

## Biographie
Appuleius est consul en 29 av. J.-C. aux côtés de l'empereur et est remplacé à la mi-année par Potitus Valerius Messalla.
Il devient ensuite proconsul d'Hispanie en 28 av. J.-C. À la suite de Calvisius Sabinus, il combat les Cantabres et les Astures. Il obtient un triomphe en l'an 26 av. J.-C. après son retour d'Hispanie.

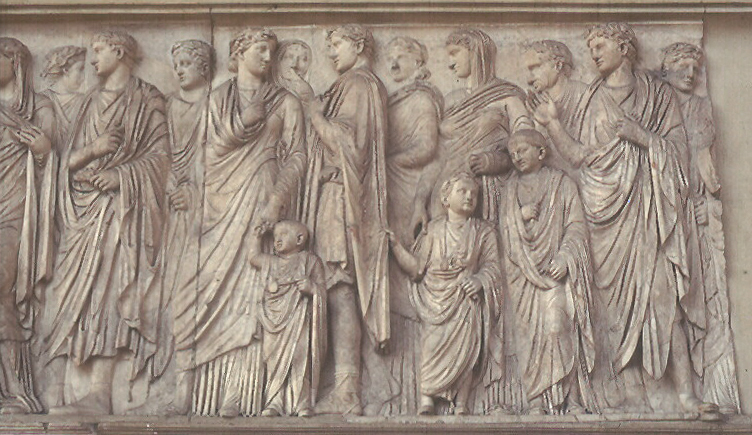
Ara Pacis. Procession du côté sud.

Il est ensuite proconsul d'Asie en 23-22 av. J.-C.
Appuleius semble aussi avoir servi comme gouverneur d'Illyrie en l'an 8 av. J.-C., succédant à Tibère à ce poste.
Il est membre du collège des augures depuis l'an 31 av. J.-C. On ignore si c'est lui ou son père qui est Flamen Iulialis,,
Sextus Appuleius est peut-être un flamine d'âge moyen présent sur l'autel de la paix Auguste en tant que Flamen Iulialis [voir en ligne].